# Un charmeur
Pour plus de détails, voir Fiche technique et Distribution.
Un charmeur (Mr. Fix-It) est un film américain réalisé par Allan Dwan, sorti en 1918.

## Synopsis
Reginald "Reggie" Burroughs est en Europe depuis 15 ans. Il est étudiant à Oxford lorsqu'il apprend que ses tantes terriblement guindées le rappellent à New York pour s'occuper des affaires de la famille. Ne voulant pas abandonner sa fiancée Marjorie Threadwell, Reggie se met d'accord avec son compagnon de chambre, surnommé "Mr. Fix-It" à cause de son talent à consoler les cœurs brisés, pour que ce dernier prenne sa place à la tête de la famille Burroughs. Le prenant pour Reggie, les tantes lui disent qu'il doit se marier avec Olive Van Tassell et que sa sœur doit épouser Gideon Van Tassell. Comme les deux femmes sont en fait amoureuses d'autres hommes, Mr. Fix-It refuse d'épouser Olive et va aider les deux jeunes femmes dans leurs histoires d'amour. Lorsqu'il rencontre Mary McCollough et ses nombreux frères et sœurs, Mr. Fix-It les invite tous dans la propriété des Burroughs, où ils vont gagner le cœur des vieilles tantes. Puis après quelques péripéties, il gagnera le cœur de Mary.

## Fiche technique
- Titre original : Mr. Fix-It
- Titre français : Un charmeur
- Réalisation : Allan Dwan
- Scénario : Allan Dwan
- Photographie : Hugh McClung
- Production : Douglas Fairbanks
- Société de production : Douglas Fairbanks Pictures Corporation
- Société de distribution :  Famous Players-Lasky Corporation ;  Pathé Consortium Cinéma
- Pays de production :  États-Unis
- Langue originale : anglais
- Format : noir et blanc — 35 mm — 1,37:1 — Film muet
- Genre : Comédie
- Durée : 50 minutes - 5 bobines - 1 500 m
- Dates de sortie : 
  - États-Unis : 15 avril 1918
  - France : 17 février 1922
- Licence : domaine public

## Distribution
- Douglas Fairbanks : Dick Remington, "Mr. Fix-It"
- Wanda Hawley : Mary McCollough
- Marjorie Daw : Marjorie Threadwell
- Frank Campeau : Oncle Henry
- Katherine MacDonald : Georgiana Burroughs
- Leslie Stuart : Reginald Burroughs
- Ida Waterman : Tante Agatha
- Alice Smith : Tante Priscilla
- Mrs. H. R. Hancock : Tante Laura
- Mr. Russell : Jarvis, le majordome
- Fred Goodwins : Gideon Van Tassell
- Margaret Landis : Olive Van Tassell
- Pauline Curley